# Spomenik maršalu Titu, Tivoli
Spomenik maršalu Titu, bronast kip Antuna Augustinčića v Tivoliju v Ljubljani je bil prvi in edini javni spomenik, ki upodablja Josipa Broza Tita in je stal na odprtem prostoru v Sloveniji do leta 1977. Kasneje so postavili v Velenju povečan celopostavni kip istega hrvaškega kiparja. Vsi drugi kipi in slike različnih avtorjev so krasili notranje prostore javnih ali zasebnih stavb. V Ljubljano so bronast kip prinesli in postavili na Gospodarsko razstavišče ob partijskem kongresu leta 1958. Več let je po tem stal umaknjen v park nad stopniščem pred Muzejem novejše zgodovine Slovenije (Celovška 23, Ljubljana). V robni del parka so umaknili še več drugih kipov. Za tem so bronast kip leta 2000 prenesli na posestvo Brdo, kjer je stal kot nekdanji spomenik vladarju in obiskovalcu Brda. Kip so pritrdili na nov podstavek ob zeleni ograji posestva, v parku kipov zgodnjega socialističnega obdobja.

## Zgodovina
Spomenik je sestavljen iz bronaste celopostavne stoječe figure Tita v uniformi in v škornjih. Postava je ogrnjena z vojaškim plaščem ter dvignjena na nizek kamnit podstavek. Kip je leta 1947 (prvi odlitek) izdelal hrvaški kipar, maršalov rojak iz Hrvaškega Zagorja, Antun Augustinčić. Nastal je po spominu na kip, ki ga je Augustinčić modeliral med zasedanjem AVNOJ novembra 1943 v Jajcu. Ta osnutek je izgubljen. Po letu 1947 so odlili več identičnih kipov. En odlitek iz zagrebške livarne Likum, datiran leta 1948, so postavili v Kumrovcu, drugega so prinesli v Ljubljano, tretji je v Beogradu, eden v kiparjevi rojstni vasi. Ker po kongresu komunistov v Ljubljani kip maršala ni več mogel stati na Gospodarskem razstavišču, so ga prenesli na rob Tivolija in ga leta 1961 odkrili pred tedanjim Muzejem revolucije, tik nad stopniščem drevoreda v osi glavnega vhoda muzeja. Po osamosvojitvi Slovenije je bil kip med prezidavo Cekinovega dvorca preseljen v skladišče. Na lokaciji je nekaj let stala abstraktno obklesana svetla skala. Kip so po osamosvojitvi na predlog upravljavcev protokolarnega posestva prenesli na posestvo Brdo, ker tam ni bilo nobenega kipa dolgoletnega uporabnika rezidence.
Leta 1983 je bil kip z občinskim odlokom razglašen za zgodovinski spomenik. Postavitev bronastih kipov v parku je bila skupaj s Posestvom razglašena za spomenik državnega pomena. Pred drugim predsedovanje Slovenije EU, so kip umaknili v depo, ga kasneje prepeljali v Pivko in tam postavili na dodatno podbetoniran podstavek. Ob nekdanji spomenik so na premajhno parcelo postavili več drugih bronastih kipov različnih avtorjev. 

## Zanimivosti
Povečan celopostavni kip istega avtorja so brez večje domišljije postavili v  Velenju, ko so ta rudarski kraj preimenovali v Titovo Velenje. Tedaj nekoliko arhaična figura je bila in ostala največji figuralni Titov spomenik na svetu. V Sloveniji je bilo v javnih ustanovah, od šol do ljudske skupščine in Ljubljanske banke veliko Titovih portretov in kiparskih upodobitev različnih avtorjev. Na javnem, odprtem prostoru Slovenije sta stala samo omenjena dva figuralna spomenika, oba delo Antuna Augustinčića. Leta 1984 so načrtovali postavitev novega Titovega spomenika na ljubljanskem Trgu republike. Zamisel o natečaju so opustili. Eden od slovenskih politikov je delno odrezan kip Augustinčića, torzo celopostavnega kipa,  postavil na svoj vrt v Ljubljani. Številna poprsja, delo različnih avtorjev in iz različnih materialov so iz šol, zavodov in podjetij po osamosvojitvi Slovenije prenesli v muzeje.